# Keith Powers
Keith Tyree Powers (Sacramento, 22 de agosto de 1992) é um ator e modelo americano. Ele é mais conhecido por seus papéis como Ronnie Devoe na minissérie The New Edition Story e Tyree, Théo na série Faking It, e no filme Straight Outta Compton.

## Início de vida e carreira
Powers nasceu em Sacramento, na Califórnia, filho de Jennifer Clark (ex-Powers) e Keith Powers Sênior, a mais velha de uma família de quatro filhos. Ele começou como modelo aos 9 anos de idade, influenciado por sua mãe, mas desenvolveu uma paixão pelo esporte. Ele jogou futebol como um grande receptor na Sheldon High School. Depois de se formar em 2010, ele se mudou para Los Angeles com seu pai para se concentrar em modelo, assinando com a Agência Wilhemina.
Ele foi para a Calvin Klein na Semana de Moda Masculina de 2014 em Milão, inspirada nos anúncios da Sears e JCPenny, fez uma capa para a Sketchers e se tornou o rosto da Aeropostale.

## Carreira no cinema
Em 2013, Powers conseguiu um papel no filme House Party: Tonight's the Night. Depois de ir para a África do Sul para fotografar, ele se apaixonou por atuar e decidiu fazer disso sua principal ocupação. Ele interpretou Gutta na série de antologia de hip hop BET Tales, e Cameron Drake no filme original do Netflix Reality High. Ele teve um papel recorrente na série da MTV Faking It e desde então se tornou conhecido por sua participação como Tyree no filme Straight Outta Compton. Ele foi escalado como Ronnie DeVoe em The New Edition Story e desde abril de 2017 co-estrelou em Famous in Love do canal Freeform.

## Filmografia
| Ano       | Título                           | Papel                  | Notas                                                      |
| --------- | -------------------------------- | ---------------------- | ---------------------------------------------------------- |
| 2013      | Pretty Little Liars              | Stringer Guy           | Curta-metragem                                             |
| 2013      | House Party: Tonight's the Night | Quentin                | Papel principal                                            |
| 2014-2015 | Faking It                        | Theo                   | Papel recorrente (1 e 2 temporada)                         |
| 2015      | Sin City Saints                  | LaDarius Pope          | série principal                                            |
| 2015      | Straight Outta Compton           | Tyree                  | Biopic baseado no grupo Hip-Hop NWA                        |
| 2015      | Fear the Walking Dead            | Calvin                 | One-time appearance, Piloto                                |
| 2016      | Recovery Road                    | Zach                   | Papel recorrente                                           |
| 2016      | Asterisk                         | Travis Downes          | Papel principal, curta metragem                            |
| 2017      | The New Edition Story            | Ronnie DeVoe           | Biopic baseado no grupo R&B New Edition                    |
| 2017      | Let's Just Be Friends            | Reggie Helms           | papel principal                                            |
| 2017      | #RealityHigh                     | Cameron Drake          | papel principal                                            |
| 2017–2018 | Famous in Love                   | Jordan Wilder          | série regular                                              |
| 2017      | Wild 'N Out                      | Ele mesmo              | (convidado) Também com o elenco de "The New Edition Story" |
| 2017      | Before I Fall                    | Patrick                | Camafeu                                                    |
| 2017      | Tales                            | Amari "Gutta" Anderson | Papel principal                                            |
| 2017      | Maximum Impact                   | agente especial Vance  |                                                            |
| 2019      | What/If                          | Todd                   | Elenco Principal                                           |